# Robert Moevs
Robert Walter Moevs (La Crosse, 2 december 1920 – ?, 10 december 2007) was een Amerikaans componist, muziekpedagoog en pianist.

## Levensloop
Moevs studeerde aan de Harvard-universiteit in Cambridge bij onder anderen Walter Piston en behaalde zijn Bachelor of Music in 1942. Tijdens de Tweede Wereldoorlog was hij piloot bij de United States Air Force. Naast andere bekende Amerikaanse componisten studeerde hij van 1947 tot 1951 aan het Conservatoire Américain de Fontainebleau in Fontainebleau bij Nadia Boulanger alsook in het jaar 1952 aan de Harvard-universiteit, waar hij zijn Master of Music behaalde. Van 1952 tot 1955 studeerde hij aan de Amerikaanse Academie in Rome als "Rome Prize Fellow". 
Van 1955 tot 1963 doceerde hij aan zijn Alma Mater, de Harvard-universiteit. Van 1960 tot 1961 was hij opnieuw in Rome als huiscomponist aan de Amerikaanse Academie. In 1964 werd hij docent aan de Rutgers, Staatsuniversiteit van New Jersey in Camden, waar hij in 1968 benoemd werd tot professor. Van 1974 tot 1981 was hij op de Campus New Brunswick hoofd van de muziekafdeling aan deze universiteit. Hij bleef tot 1991 als leerkracht aan deze universiteit en werd dan geëmeriteerd. 
Als pianist stelde hij zijn eigen werk als componist voor. 
Tijdens zijn studiejaren in Parijs studeerde hij de straf gestructureerde werken van Pierre Boulez en de rauwe klanken van Edgar Varèse. Hij gebruikte voor deze stijl de term "systematisch chromaticisme". Omdat hij grote liefde voor de muziek van Johann Sebastian Bach en Ludwig van Beethoven had, heeft hij nooit het serialisme geadapteerd. Hij schreef als componist een groot aantal werken voor orkest, harmonieorkest, vocale en instrumentale muziek. Zijn werken werden bijvoorbeeld gespeeld door het Cleveland Orchestra onder leiding van George Szell, van het Boston Symphony Orchestra gedirigeerd door Erich Leinsdorf, van de Symphony of the Air onder leiding van Leonard Bernstein. De uitreiking van de Stockhausen International Prize in Composition in 1978 voor zijn Concerto Grosso for Piano, Percussion, and Orchestra is voor hem een waardevolle onderscheiding.  

## Composities

### Werken voor orkest
- 1941 Passacaglia, voor orkest
- 1949 Introduction and Fugue, voor orkest
- 1950 Overture, voor orkest
- 1952 14 Variations, voor orkest
- 1954-1955/1958 3 Symphonic Pieces, voor orkest
- 1960/1968 Concerto Grosso, voor piano, slagwerk en orkest
- 1965 Musica da Camera
- 1972 Musica da Camera II (on Three Notes of Steve Reich)
- 1973 Main-Travelled Roads, Symphonic Piece No. 4, voor orkest
- 1980 Prometheus: Music for Small Orchestra, I
- 1984 Symphonic Piece No. 5, voor orkest
- 1986 Pandora: Music for Small Orchestra, II
- 1986 Symphonic Piece No. 6, voor orkest
- 1992 Musica da Camera III: Daphne
- 1996 Musica da Camera IV
- 1998 Musica da Camera V
- 2005 Adagio for Strings

### Werken voor harmonieorkest
- 1962 In Festivitate, voor harmonieorkest
- 1987 Dark Litany, voor harmonieorkest

### Muziektheater

#### Balletten
| Voltooid in | titel    | aktes    | première                                                              | libretto | choreografie |
| ----------- | -------- | -------- | --------------------------------------------------------------------- | -------- | ------------ |
| 1948        | Endymion | 3 scènes | 1952 en 1957 alleen uittreksels door het Harvard University Orchestra |          |              |

### Vocale muziek

#### Werken voor koor
- 1942 Great Nations of This Earth, voor solisten en vrouwenkoor
- 1947 The Bacchantes, voor gemengd koor
- 1952 Cantata sacra, voor bariton, mannenkoor, dwarsfluit, 4 trombones en pauken
- 1958-1959/1963 Attis, voor tenor, gemengd koor, slagwerk en orkest
- 1963 Et Nunc, reges, voor vrouwenkoor, dwarsfluit, klarinet en basklarinet
- 1964 Et Occidentem Illustra, voor gemengd koor en orkest
- 1966 Ave Maria, voor solisten en gemengd koor
- 1967 Alleluia for Michaelmas, voor gemengd koor en orgel
- 1968 A Brief Mass (Setting for the New Church), voor celebrant, sopraan, gemengd koor, vibrafoon, gitaar, contrabas en orgel
- 1975 The Aulas Player, voor sopraan, twee koren en 2 orgels

#### Liederen
- 1940 Youthful Song, voor zangstem met kamer- of jazzensemble
- 1950 Villanelle, voor zangstem en piano
- 1963 Ode to an Olympic Hero, voor zangstem en orkest
- 1997 The Ballad of Angel Lynn (Angel of the Wind), voor tenor en piano

### Kamermuziek
- 1950 Spring, voor vier violen en trompetten
- 1953 Duo, voor hobo en althobo
- 1957/1960 Strijkkwartet nr. 1
- 1961 Variazioni sopra una Melodia, voor altviool en cello
- 1966 Fanfare canonica, voor zes trompetten
- 1970 Paths and Ways, voor saxofoon en danser
- 1980 Trio, voor viool, cello en piano
- 1988 Blaaskwintet
- 1989 Strijkkwartet nr. 2
- 1994-1995 Strijkkwartet nr. 3

### Werken voor orgel
- 1972 Prelude, B-A-C-H-Es ist genug
- Postlude
- Prelude

### Werken voor piano
- 1946 Sonatina per Pianoforte
- 1950 Sonata per Pianoforte
- 1951 Fantasia sopra un Motivo
- 1976 Ludi Praeteriti: Games of the Past, voor twee piano's
- 1977 Una Collana Musicale

### Werken voor klavecimbel
- 1986 Saraband

### Werken voor gitaar
- 1992 Echo

### Werken voor slagwerk
- 1993 Conundrum, voor vijf slagwerkers
- 1998 Adagio, voor vibrafoon